# Androsace cylindrica
Espèce
Classification phylogénétique
Statut de conservation UICN

 LC  : Préoccupation mineure
Androsace cylindrica est une espèce de plantes à fleurs de la famille des Primulaceae.
C'est une espèce rare, endémique des Pyrénées. Elle pousse dans la rocaille de ces montagnes.

## Sous-espèces
- Androsace cylindrica subsp. cylindrica - l'androsace cylindrique
- Androsace cylindrica subsp. hirtella (Dufour) Greuter & Burdet - l'androsace hirsute

## Statut de protection
- Cette espèce est inscrite sur la liste des espèces végétales protégées sur l'ensemble du territoire français métropolitain en Annexe I.